# Publius Juventius Celsus
Publius Juventus Celsus (1. század – 2. század) római jogász
Publius Juventus Celsus és ugyanilyen nevű fia, mindkettő jogász az egyik Vespasianus, a másik Hadrianus korában. A fiú, aki apja neve mellett a Titus Aufidius Hoenius Severianus nevet is viselte, 95-ben részt vett egy Domitianus elleni összeesküvésben. 106-ban vagy 107-ben praetor, s kétszer consul volt, utoljára 129-ben. Fő műve a „Digestorum libri XXXIX." volt, továbbá kommentárok és levelek.